# Шульц, Сергей Сергеевич (геолог, 1898)
Серге́й Серге́евич Шульц (15 [27] ноября 1898, Кострома — 18 августа 1981, п. Горьковское, Ленинградская область) — советский геолог, доктор геолого-минералогических наук, профессор.

## Биография
Родился 15 [27] ноября 1898 года в Костроме в семье, происходящей из немецкого дворянского рода Шульцев. Отец — Сергей Павлович фон Шульц (1868—1910), мать Наталья Геннадьевна, урождённая Карцева (1872—1936). С 1902 года семья жила в Санкт-Петербурге.
Первые два года учился в гимназии Штейнберга, а осенью 1910 года, по желанию матери, был переведён в третий класс реального училища Карла Мая. Из-за конфликта с преподавателем в 1913 году перешёл в Морской кадетский корпус. При завершении учёбы в марте 1917 года был арестован за срыв красных флагов и через месяц подвергнут суду Временного правительства за «монархические настроения» с запретом сдавать экзамены. Из-за этого был выпущен из корпуса вольноопределяющимся с низшим унтер-офицерским званием.
В январе 1918 года окончил ускоренные курсы в Елисаветградском кавалерийском училище, после чего служил в Белой армии в Сибири. Дважды попадал в плен к красным, в том числе в Петрограде, куда вернулся в 1921 году, но смог избежать расстрела в последний момент.
В 1928 году получил высшее образование, окончив Географический институт (вошедший впоследствии в состав Ленинградского государственного университета. Работал в Геолкоме под руководством Дмитрия Ивановича Мушкетова, который посоветовал ему после 17 сессии Международного геологического конгресса в 1937 году на многомесячные полевые работы, чтобы оказаться в стороне от репрессий.
В 1941 году защитил докторскую диссертацию, присвоена учёная степень доктора геолого-минералогических наук.
После Великой Отечественной войны работал во ВСЕГЕИ, откуда был отчислен. Чтобы избежать ареста, С. С. Шульц срочно уехал в Среднюю Азию. Там он работал в Киргизском государственном университете, затем с Среднеазиатском государственном университете в Ташкенте. В 1949 году стал профессором.
После смерти Сталина в 1953 году С. С. Шульц вернулся в Ленинград и поступил на работу в лабораторию аэрометодов Академии наук СССР.
В 1954—1974 годах возглавлял кафедру геоморфологии географического факультета Ленинградского государственного университета. Специализировался в областях геологии, тектоники, географии и геоморфологии. Главное направление его исследований — новейшая тектоника, одним из основоположников которой он признан в истории отечественной науки. С. С. Шульц разрабатывал теорию новейшей тектоники, методические вопросы и показал практическое значение данных о новейших движениях земной коры.
Скончался 18 августа 1981 года в посёлке Горьковское (Ленинградская область).

## Вклад в науку
Показав ведущее значение новейшей тектоники в рельефообразовании, С. С. Шульц существенно укрепил ленинградскую школу геоморфологов и подчеркнул необходимость давать будущим специалистам широкую геологическую и геоморфологическую подготовку. Его идеи о движениях неотектонического этапа, сформировавших основные черты современного (экспонированного) рельефа, стали общепризнанными. С. С. Шульц особо подчеркивал разницу между тектоническим процессом и его геоморфологическим выражением. На кафедре под его руководством также проводилось изучение линеаментов и планетарной трещиноватости — сети закономерно ориентированных трещин и мобильных зон (регматических решеток), организующих структуру и рельеф Земли. Развивая традиции своих предшественников, С. С. Шульц внёс существенный вклад в развитие и укрепление ленинградской школы геоморфологии, способствуя «приобретению» ею своего лица, отличного от других школ в СССР.
Автор более 100 научных трудов.

## Семья
Был женат трижды.
- Первый брак (?—1919) с Надеждой Дмитриевой-Киреевой.
- Второй брак (1922—1949) с Марией Борисовной Вагиновой, урождённой Стааль (1900—1966).
- Третий брак (1949—1963) с Елизаветой Павловной Брунс (1904—1963).

Имел сына от Ольги Иосифовны Некрасовой (1898—1987) — Сергей Сергеевич Шульц (1934—2004), геолог (доктор геолого-минералогических наук), историк, генеалог, поэт .